# El Salitre, Tlahuelilpan
El Salitre är en ort i Mexiko.   Den ligger i kommunen Tlahuelilpan och delstaten Hidalgo, i den sydöstra delen av landet, 80 km norr om huvudstaden Mexico City. El Salitre ligger 2 053 meter över havet och antalet invånare är 231.
Terrängen runt El Salitre är platt åt nordväst, men åt sydost är den kuperad. Runt El Salitre är det tätbefolkat, med 683 invånare per kvadratkilometer. Närmaste större samhälle är Tula de Allende, 14,0 km sydväst om El Salitre. Omgivningarna runt El Salitre är en mosaik av jordbruksmark och naturlig växtlighet.